# 艾柯德鎮區 (北卡羅萊納州伯克縣)
艾柯德鎮區（英語：Icard Township）是位於美國北卡羅萊納州伯克縣的一個鎮區。

## 地方資料
艾柯德鎮區的面積為146.33平方千米，皆為陸地。根據2020年美國人口普查的數據，當地共有人口16165人，而人口密度為每平方千米110.47人。